# Medaller dels Jocs Olímpics d'hivern de 1980
El medaller dels Jocs Olímpics d'Hivern de 1980 presenta totes les medalles lliurades als esportistes guanyadors de les proves disputades en aquest esdeveniment, realitzat entre els dies 14 i 23 de febrer de 1980 a la ciutat de Lake Placid (Estats Units).
Les medalles apareixen agrupades pels Comitès Olímpics Nacionals participants i s'ordenen de forma decreixent contant les medalles d'or obtingudes; en cas d'haver empat, s'ordena d'igual forma contant les medalles de plata i, en cas de mantenir-se la igualtat, es conten les medalles de bronze. Si dos equips tenen la mateixa quantitat de medalles d'or, plata i bronze, es llisten en la mateixa posició i s'ordenen alfabèticament.
En aquests Jocs la Unió Soviètica tornà a ser la dominadora del medaller, si bé la República Democràtica Alemanya aconseguí més medalles, i Bulgària aconseguí guanyar les seves primeres medalles olímpiques.

## Medaller
| Jocs Olímpics d'hivern de 1980 | Jocs Olímpics d'hivern de 1980 | Jocs Olímpics d'hivern de 1980 | Jocs Olímpics d'hivern de 1980 | Jocs Olímpics d'hivern de 1980 | Anells Olímpics |
| Posició                        | CON                            | Or                             | Plata                          | Bronze                         | Total           |
| 1                              | Unió Soviètica                 | 10                             | 6                              | 6                              | 22              |
| 2                              | RDA                            | 9                              | 7                              | 7                              | 23              |
| 3                              | Estats Units                   | 6                              | 4                              | 2                              | 12              |
| 4                              | Àustria                        | 3                              | 2                              | 2                              | 7               |
| 5                              | Suècia                         | 3                              | 0                              | 1                              | 4               |
| 6                              | Liechtenstein                  | 2                              | 2                              | 0                              | 4               |
| 7                              | Finlàndia                      | 1                              | 5                              | 3                              | 9               |
| 8                              | Noruega                        | 1                              | 3                              | 6                              | 10              |
| 9                              | Països Baixos                  | 1                              | 2                              | 1                              | 4               |
| 10                             | Suïssa                         | 1                              | 1                              | 3                              | 5               |
| 11                             | Regne Unit                     | 1                              | 0                              | 0                              | 1               |
| 12                             | RFA                            | 0                              | 2                              | 3                              | 5               |
| 13                             | Itàlia                         | 0                              | 2                              | 0                              | 2               |
| 14                             | Canadà                         | 0                              | 1                              | 1                              | 2               |
| 15                             | Hongria                        | 0                              | 1                              | 0                              | 1               |
| 15                             | Japó                           | 0                              | 1                              | 0                              | 1               |
| 17                             | Bulgària                       | 0                              | 0                              | 1                              | 1               |
| 17                             | Txecoslovàquia                 | 0                              | 0                              | 1                              | 1               |
| 17                             | França                         | 0                              | 0                              | 1                              | 1               |
| Total                          | Total                          | 38                             | 39                             | 38                             | 115             |